# Justin Gaethje
Justin Ray Gaethje (født 14. november 1988 i Safford, Arizona i USA), er en amerikansk MMA-udøver som siden 2017 har konkurreret i organisationen Ultimate Fighting Championship (UFC). Han er kendt for sin aggressive kampstil og evne til at tage imod skade. I september, 2018, er han rangeret som #7 på den officielle UFC-letvægts-rangliste.

## Brydning

### High school
Gaethje begyndte til brydning i en alder af 4 år, og gik på Safford High School, hvor han var 4-gange finalist og dobbelt Arizona-state-mester som bryder.

### College
Gaethje brydede på University of Northern Colorado. Gaethje brydede også med adskillige MMA-udøvere, såsom Georges St-Pierre under sine college-år.

## MMA-karriere

### Tidlige karriere
Gaethje begyndte sin MMA-karriere da han gik på Northern Colorado. Han opnåede en 7–0 amatør-rekordliste før sin professionelle debut den 20. august, 2011 mod Kevin Croom. Gaethje vandt kampen i 1. omgang via KO da han ramte sin modstander, efter at han forsøgte sig med en submission.

### Ultimate Fighting Championship
Den 4. maj, 2017, offentliggjorde Gaethje at han havde skrevet kontrakt med Ultimate Fighting Championship. Det blev offentliggjort den 14. maj at han ville debutere mod Michael Johnson den 7. juli, på The Ultimate Fighter: Redemption Finale. Gaethje vandt en lige kamp via TKO i 2. omgang ved en kombination af slag og knæ. Sejren indbragte Gaethje Fight of the Night og Performance of the Night bonus-prisen. Sherdog kårede denne kamp som den bedste kamp i 017, og 2. omgang som årets bedste omgang.
Den 13. juli, 2017, offentliggjorde UFC at Gaethje skulle være træner på The Ultimate Fighter 26 sammen med Eddie Alvarez, hvor duoen skulle møde hinanden i slutningen af sæsonen. Kampen mod Alvarez fandt sted den 2. december, 2017, på UFC 218. Gaethje tabte kampen via TKO i 3.omgang, hvilket var hans første nederlag i sin MMA karriere. Kampen gav ham ligeledes hans anden Fight of the Night bonus-pris.
Gaethje tabte via TKO til Dustin Poirier den 14. april, 2018 at UFC on Fox 29. Kampen gav ham ligeledes hans tredje Fight of the Night bonus-pris i træk.
Gaethje skulle have mødt Al Iaquinta, den 25. august, 2018 at UFC Fight Night: Gaethje vs. Vick, i Lincoln i Nebraska. Men den 28. juni, 2018 meldte Iaquinta afbud til kampen og blev erstattet af James Vick. Gaethje vandt kampen via knockout i 1. omgang. Han blev tildelt Performance of Night-prisen, hvilket var hans 5. bonus-pris i træk hos UFC.
Gaethje mødte Edson Barboza den 30. marts, 2019 på UFC on ESPN 2. Han vandt kampen via knockout i 1. omgang. Sejren tildelte ham Fight of the Night-bonusprisen.

## Mesterskaber og hæder

### Mixed martial arts
- Ultimate Fighting Championship
  - Fight of the Night (3 gange) vs. Michael Johnson, Eddie Alvarez og Dustin Poirier[12][18][20]
  - Performance of the Night (2 gange)  vs. Michael Johnson og James Vick[12][24]
  - Fight of the Year 2017 vs. Michael Johnson[28]
- World Series of Fighting
  - WSOF-letvægt-mester (1 gang)(Første)
  - Flest sejre i titelkampe (6)
  - Flest titelforsvar i træk (5)
  - Længste letvægt sejrs-stime (10)
  - Flest knockout-sejre (9)
- World MMA Awards
  - 2017 Fight of the Year vs. Eddie Alvarez[29]
  - 2017 Comeback of the Year vs. Michael Johnson[29]
- MMAjunkie
  - 2015 March Fight of the Month vs. Luis Palomino[30]
  - 2015 September Fight of the Month vs. Luis Palomino[31]
- Yahoo! Sports
  - 2015 Best Fight of the Half-Year vs. Luis Palomino[32]
- Sherdog
  - 2017 Fight of the Year vs. Michael Johnson[13]
  - 2017 Round of the Year vs. Michael Johnson (Round 2)[14]
- Bleacher Report
  - 2017 Fight of the Year vs. Michael Johnson[33]
- RealSport
  - 2017 UFC Debut of the Year vs. Michael Johnson[34]
- CBS Sports
  - 2017 Fight of the Year vs. Michael Johnson[35]
- MMAjunkie.com
  - 2017 Round of the Year (1. omgang) vs. Michael Johnson[36]
- Bloody Ellbow
  - 2017 Best Fight of the Year vs. Michael Johnson[37]

## Privatliv
Gaethje gik på University of Northern Colorado og har en bachelorgraad i Human Services. Han har givet udtryk for sin intentioner om at arbejde med udsatte unge i fremtiden.